# Дивизионный обменный пункт
Дивизионный обменный пункт (ДОП) — элемент построения тыла дивизийРККА во время Великой Отечественной войны и незадолго до её начала. Предназначался для передачи грузов в нижестоящее звено и эвакуации грузов и легкораненых — в вышестоящее звено. За доставку боеприпасов в ДОП отвечали начальники тыла армии.
Использовался как склад дивизии, место хранения боеприпасов артиллерии , белья, продовольствия и водки . Развёртывался в 10-12 километрах от линии фронта. В ДОП располагались, в том числе, дивизионные артиллерийско-ремонтные мастерские, пункт сбора легкораненых (ПСЛ) или дивизионный госпиталь (МСБ, медсанбат).
На ДОП доставлялись грузы при удалении дивизии более чем на 100 километров от станции снабжения.